# قنات

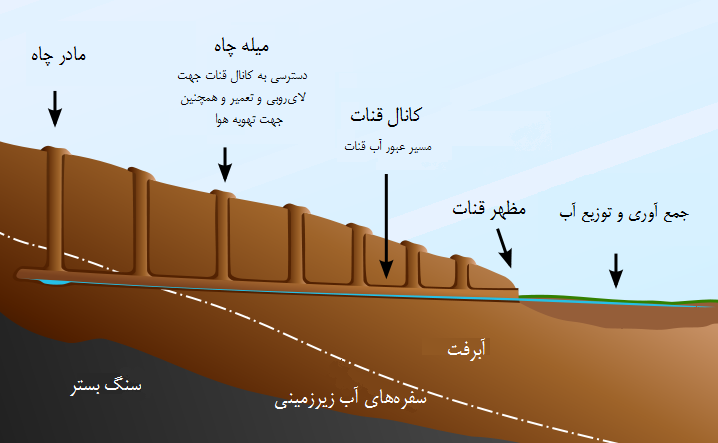
بخش‌های قنات در غفلروفل (تصویر مقطعی)

قنات یا کاریز راه‌آب یا کانالی است که در زیرِ زمین حفر می‌شود، تا آب در آن برای رسیدن به سطح زمین جریان یابد. این جوی یا کانال در عمق زمین برای رساندن آب از سفرۀ زیرزمینی در محل مادرچاه به سطح زمین است. در فاصلۀ مادرچاه و محل خروج قنات، که به آن مظهر قنات می‌گویند، رشته‌چاه‌هایی برای تخلیۀ خاک حاصل از حفر جوی زیرزمینی و لایروبی آن حفر می کنند. قنات‌ها به‌منظور هدایت آب و مدیریّت آن برای کشاورزی و سایر مصارف به کار گرفته می‌شوند. این کانالِ قنات ممکن است تا رسیدن به سطح زمین چندین کیلومتر طول داشته باشد و به محل خروجیِ آب مظهر قنات، دهانهٔ کاریز یا سر قنات یا دهن فره می‌گویند. قنات اولین بار به دست ایرانیان احداث شد.
قنات از عمده‌ ترین منابع تأمین آب به‌شمار می‌رفته و همین کاریزها بودند که ظرفیت آبدهی به مزارع بیش از ۶۰ هزار روستای ایران را داشتند. . با ورود فناوری جدید، چاه‌های عمیق جانشین قنات گردید و استفاده از موتور پمپ به تدریج رایج شد و تمامی مناطق ایران را دربر گرفت. احداث چاه‌های عمیق بدون برنامه‌ریزی خود باعث خشک شدن ۹۰ درصد از قنوات گردید به گونه‌ای که احیای آن‌ها امکان‌پذیر نیست زیرا حفر چاه‌های عمیق سطح آب را به میزان زیاد پایین برده است.
در جنوب ایران از جمله شهر دزفول، شکل بومی‌سازی‌شده قنات را قمش می‌نامند.

## واژه‌شناسی

گسترش تاریخی قنات از ایران به سایر مناطق.

کاریز واژه‌ای فارسی است و در اصل کهریز بوده است. واژهٔ قنات کلمهٔ پارسی معرب شده است. در خاور ایران، افغانستان و آسیای میانه واژهٔ کاریز بیشتر کاربرد دارد و در باختر ایران، واژهٔ قنات. قنات خود عربی شدهٔ کنات فارسی است که از ریشهٔ فعل کندن یا کانال گرفته شده است. جمع قنات را «قَنَوات» گویند.
بیشتر از ۲۷ اسم برای قنات در کشورهای مختلف مورد استفاده قرار می‌گیرند:
«قنات» و «کاریز» در ایران، «کَهْن» در بلوچستان، «فلج» یا «افلج» در عمان، «کاریز» یا «کارز» در افغانستان، پاکستان، آذربایجان و ترکمنستان، عین در عربستان سعودی، «کاهریز» در عراق، «کانرجینگ» در چین، «فگارا» در الجزایر، «ختارا» و «رتارا» در مراکش، «گالریا» در اسپانیا، «قنات رمونی» در سوریه و اردن، «فوگارا» و «ختارا» و «ایفلی» در آفریقای شمالی، «گالریاز» در جزایر قناری، «مامبو» در ژاپن، «اینگوتاتی» در سیسیل. اسامی دیگری که برای قنات استفاده می‌شوند عبارتند از: قونات، کنا، کانات، کنات، خاد، کنیات، خریگا، فکارا و غیره.

## پیشینه
فناوری ساخت قنات در اوایل هزاره پنج قبل از میلاد در مناطق خشک کوهستانی ایران گسترش پیدا کرد و به کشاورزان این مناطق اجازه داد تا بتوانند در دوره‌های طولانی خشکی که آب سطحی پیدا نمی‌شود به کشاورزی بپردازند. این قنات‌ها به تدریج در مناطق دیگر دنیا رایج شدند و اکنون قنات‌های زیادی از چین تا مراکش و حتی در قاره آمریکا وجود دارند.
ایرانیان باستان در چندین هزار سال قبل دست به این ابتکار جدید زده و آن را کاریز یا کهریز نام نهادند. نخستین قنات‌ها و طولانی‌ترین قنات دنیا در ایران واقع شده است. با این اختراع که در نوع خود در جهان بی‌نظیر بوده است، می‌توان مقدار قابل توجهی از آب‌های زیرزمینی را جمع‌آوری کرد و به سطح زمین رساند، که همانند چشمه‌های طبیعی، آب آن در تمام طول سال بدون هیچ ابزار کمکی از درون زمین به سطح زمین جاری می‌گردد.
کاریز که به دست مقنی‌های ایرانی ساخته شد. این حرفه به همراه خود ساعت آبی و آسیاب آبی را نیز به همراه آورده است. با وجود این که چندین هزار سال از اختراع آن می‌گذرد هنوز هم این روش استفاده از آب در برخی از روستاها و مناطق مسکونی و کشاورزی و دامداری کشور معمول و متداول است و حتی رکن اصلی کشت و زرع در نواحی خشک است. گوبلو معتقد است که کاریز، ابتدا یک فن ویژه آبیاری نبوده، بلکه به‌طور کامل از تکنیک معدن نشأت گرفته و منظور از احداث آن جمع‌آوری آب‌های زیرزمینی به هنگام حفر معادن بوده است. اگرچه در گسترهٔ فرهنگی ایران، از معادن مس و احتمالاً روی موجود در کوه‌های زاگرس، در هزارهٔ دوم قبل از میلاد مسیح بهره‌برداری شده است اما این نظر گوبلو چندان علمی به‌نظر نمی‌آید و با مطالعات میدانی در مورد قنات‌های ایران هم‌خوانی ندارد و خود او نیز بعد نظرش را اصلاح کرده است.

## مدل سنتی توسعهٔ پایدار

### گزارشفائو
در گزارش سازمان خواربار و کشاورزی ملل متحد در سال ۲۰۱۴، تحت عنوان «شناخت جهانی نظام‌های سنتی کشاورزی در چین، ایران و کرۀ جنوبی» و به رسمیت شناختن این میراث در سطح جهانی و حفظ آن در نیل به توسعهٔ پایدار نوشته است:
قدمت فناوری و دانش سیستم آبیاری سنتی در ایران، حفر کاریز، حداقل به ۸۰۰ سال پیش از میلاد می‌رسد که به‌مدت دست‌کم نزدیک به سه هزاره زنده مانده است. ناحیهٔ کاشان استان اصفهان دارای کهن‌ترین شبکه‌های آبیاری است. شبکه آبیاری سیستم قنات توانسته است به‌طور پایدار، غذایی و معیشت خانوارهای کشاورزان را فراهم آورد. در مناطق خشک، تأمین دائمی آب از راه حفر کاریز، منابع قابل اتکای آبیاری کشاورزی سنتی را فراهم آورده و تضمین کرده است، چه در غیر این صورت کشاورزی امکان‌پذیر نمی‌شد.
ایران اکنون در فهرست نظام‌های میراث کشاورزی مهم جهانی دو نظام ثبت‌شدهٔ مرتبط به قنات دارد، یکی نظام کشاورزی آبیاری مبتنی بر قنات کاشان و دیگری نظام زراعت زعفران مبتنی بر قنات گناباد.

### ثبت جهانی
سازمان آموزشی، علمی و فرهنگی ملل متحد، یونسکو، در سال ۲۰۱۶، قنات ایرانی را به عنوان میراث فرهنگی جهانی ثبت کرده است. ۱۱ قنات در مناطق خراسان، یزد، کرمان، اصفهان و استان مرکزی در فهرست آثار جهانی ثبت شده‌اند. عمر این قنات‌ها از ۲۰۰ تا ۲۵۰۰ سال است. قنات گناباد، عمیق‌ترین قنات ایران، که عمق چاه اصلی‌اش به ۳۵۰ متر می‌رسد، یکی از قنات‌های ثبت شده است. قنات بلده مهندسی‌سازترین قنات و همچنین قنات باغ زارچ یزد با طول چند ده کیلومتر و صدها حلقه چاه، یکی دیگر از قنات‌های ثبت شده است.

#### پاکستان
سامانهٔ کاریز در صحرای بلوچستان نمونه‌ای از یک رویکرد قدیمی و هنوز کاربردی برای مدیریت آب مبتنی بر جامعه، در یک ناحیه خشک است. فناوری آبیاری کاریز در مناطق خشک و نیمه‌خشک از هند و غرب چین تا خاورمیانه و شمال آفریقا توسعه یافته است. اعتقاد بر این است که این فناوری در هزاره یکم قبل از میلاد در ایران سرچشمه گرفته است و از آنجا دانش ساختش به شرق و غرب جادهٔ ابریشم در سراسر جهان اسلام منتقل شده و در زمان دودمان هان (۲۰۶ قبل از میلاد - ۲۴ پس از میلاد) به سین‌کیانگ در چین رسید. امروزه، اگرچه این سیستم در معرض تهدید است، تقریباً ۱۰۵۳ کاریز فعال در بلوچستان پاکستان وجود دارد که بیش از ۲۲۰۰۰ لیتر در ثانیه دبی دارند و در سال ۲۰۱۲ میلادی، ۲۷۰۰۰ هکتار را آبیاری می‌کردند. این کاریزها در گوشه شمال‌غربی بلوچستان، در مرز افغانستان و ایران، قرار دارند. پاکستان یک مجموعه چهارتایی از کاریزها را به یونسکو معرفی کرده است.

### کهن‌ترین قنات‌ها
بنا بر برخی شواهد و شکل حفر میله‌ها (چاه) می‌توان قنات خویدک را اولین قنات جهان یا حداقل یکی از اولین‌ها و کهن‌ترین قنوات دنیا دانست، این سازهْ باستانی که گویی ۳۰۰۰ سال قدمت دارد تا ۵۰ سال قبل اراضی وسیع روستای خویدک را سیراب می‌کرد، وسعت کشت خوانات خویدک نسبت به دیگر محلات به قدری بزرگ بوده و معروف است خورشید در صحرای خویدک غروب نمی‌کند و تمام این زمین‌ها با آب قنات مشروب می‌شده است. دیگر دلیلی که این گفته را تا حدی تأیید می‌کند عبور قنات‌های دیگر از روی قنات خویدک است و این یک قانون بوده که قنات‌های جدیدتر نمی‌توانند از زیر قنات قدیمی‌تر عبور کنند و به نوعی آب دیگری را بکشند، این در حالیست که قنات خویدک زهکش (آب‌کش) قنوات دیگریست که از این مسیر عبور می‌کنند.
از میان نمونه سفال‌ها و یافته‌های سال‌یابی شده، قدیم‌ترین نمونه به تاریخ ۲۵۰+-۲۲۶۵ و متأخرترین آن‌ها به تاریخ ۴۵+-۷۵۵ سال قبل تعیین قدمت شده‌اند. از این رو می‌توان ادعا کرد که رشته قنات قصبه گناباد بر اساس یافته‌های باستان‌شناسی حداقل ۲۵۰۰ سال قدمت دارد. از طرفی با توجه به شرایط اقلیمی منطقه و دانسته‌ها، تنها منبع تأمین آب مورد نیاز زیست‌گاه‌های باستانی واقع در دشت شمالی گناباد نیز، به‌دست‌آوردن آب‌های زیرزمینی از طریق فناوری قنات بوده است، بنابراین ما شاهد کهن‌ترین تمدن کاریزی در سطح جهان هستیم.

### اهمیت
اهمیت قنات‌ها به اندازه‌ای است که سازمان اسناد و کتابخانهٔ ملّی استان یزد به دنبال برگزاری سلسله‌نشست‌های یزدشناسی خود، نتوانست از کنار قنات‌ها به راحتی عبور کند و موضوع یکی از این نشست‌های تخصصی را به قنات اختصاص داد. بر این اساس سومین نشست یزدشناسی با موضوع «یزد، آب، قنات» به همت سازمان اسناد و کتابخانه ملی استان یزد و مرکز قنات ایران با حضور بیش از ۱۰۰ نفر از علاقه‌مندان به تاریخ این دیار برگزار شد.

## ویژگی‌های کاریز

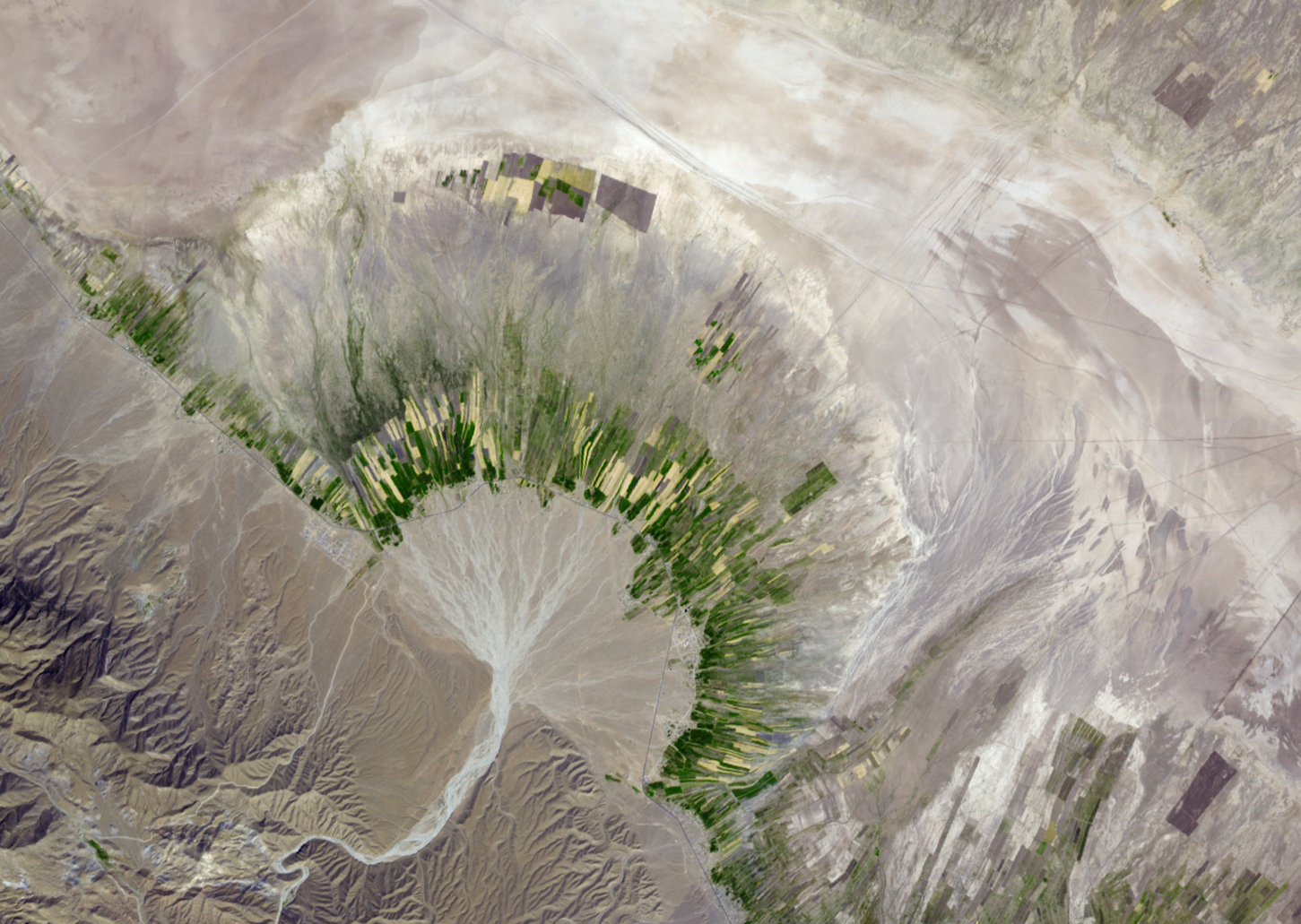
یک مخروط افکنه در جنوب ایران. ماهواره ترا ناسا.

سامانه استخراج در کاریز طوری است که آب بدون کمک و صرف هزینه فقط با استفاده از نیروی ثقل (نیروی گرانش) از زمین خارج می‌گردد. با توجه به چاه‌ها و کاریزهای موجود، آب کاریز از آبی که از چاه استخراج می‌شود ارزانتر تمام می‌شود. آب کاریز دائمی است و در مواقع اضطراری کشت و زراعت و در مواقع حساس (نیاز به آب)، قطع نمی‌شود. منابع آب زیر زمینی کاریز محور دیر تمام می‌شوند و استفاده طولانی دارند، هر چند به‌طور دائم آب‌ها - چه مصرف شوند و چه نشوند - خارج می‌گردند. کاریز دارای مزایای بسیار زیادی است که در اینجا فقط به تعداد محدودی از آن‌ها اشاره شده است. قنات به عنوان یک روش استحصال آب منافع متعددی دارد. اول این‌که بخش عمدهٔ کانال آب در زیر زمین قرار گرفته و در نتیجه هدررفت آب بر اثر تبخیر و نفوذ در خاک کاهش پیدا می‌کند. دوم این‌که نیروی سیستم از طریق گرانش زمین تأمین می‌شود و نیازی به پمپ نیست؛ و سوم این‌که از آب‌های زیرزمینی به‌صورت تجدیدپذیر استفاده می‌شود که مزیّت سوم خود مَزیّت‌های دیگری را نیز به همراه دارد.

## مشخصات کاریز
کاریز، از یک دهانه یا هرنج که روباز است و یک کانال طولی شیب‌دار زیرزمینی تشکیل شده و چندین چاه عمودی که کانال زیرزمینی سرانجام به زمین مرتبط می‌سازد، چاه‌ها- که به آن‌ها در موقع حفر، ڂکݥڱڽمیله هم گفته می‌شود- علاوه بر کاربرد برای انتقال مواد حفاری شده به روی زمین، عمل تهویهٔ کانال زیرزمینی را نیز انجام می‌دهند و راه ارتباطی برای لایروبی، تعمیر و بازدید از داخل کاریز نیز به‌شمار می‌روند. به محل خروج آب قنات، پایاب کاریز می‌گویند و در عربی به آن مظهر قنات می‌گویند.

## آغاز کاریز
آغاز کاریز همان دهانه کاریز است که به آن پایاب یا «مظهر کاریز» نیز می‌گویند. پایاب جایی است که آب از دل کاریز بیرون می‌آید و ظاهر می‌شود و می‌تواند برای آبیاری و دیگر مصارف مورد استفاده قرار بگیرد. قسمت انتهایی کاریز، مادر چاه یا «پیشکار کاریز» نامیده می‌شود که در آخرین قسمت آن، چاه مادر کاریز قرار گرفته است. قسمت‌هایی از کاریز که با حفر آن‌ها هنوز آب بیرون نمی‌آید «خشکه کار» و قسمتی که آبدار است بخش «آبده کاریز» نامیده می‌شوند.

## کندن کاریز و چاه‌های آن
کندن کاریز ابتدا با زدن چاه مادر یا چاهی که آب در آن وجود دارد شروع می‌شده معمولاً این چاه در پای کوه‌ها و جویبارها یا محلی که درختان تنومند و انبوه گیاهی داشته کنده می‌شده است. چون این پوشش گیاهی نشانه وجود آب در زیر زمین بوده است سپس برای انتقال آب مادر چاه به روی سطح زمین کانال حفر می‌کردند و برای راحتی کار بیرون کشیدن خاک درون کانال و امکان ورود هوا برای تنفس و برای روشنایی چراغ مندو ناچار باید در مسیر چاه‌های عمودی متعدد کند تا زمانیکه آب به سطح زمین برسد. برای اینکه چاه‌های قنات در راستای هم قرار بگیرد و پیچ و خم نداشته باشد، باید راستی گرفت و این عمل هم به این صورت انجام می‌شده که ابتدا دو تکه سنگ شاقولی را با دو طناب به ارتفاع چاه به عمق چاه می‌فرستاده‌اند و در ابتدای پشته سمت چپ این شاغول را نگه می‌داشته‌اند و یک چراغ کاربیت یا مندو را کارگر در انتهای پشته قرار می‌داد و با بستن یکی از چشمان دقت می‌کرد شاغول با نور چراغ در یک راستا قرار بگیرد. چراغ مندو (نوعی چراغ موشی) اولین چراغ‌هایی بوده که دوران باستان استفاده می‌شده با مندو (روغن گیاه کنتو) روشن می‌شده؛ و بعدها از چراغ پیه‌سوز هم استفاده شده اما پی سوز در عمق زیاد خاموش می‌شده و در قرون معاصر از چراغ کاربیت استفاده شده است.
- کلنگ یک سر: یکی از اصلی‌ترین وسیله‌های حفر کاریز، کلنگ یک سر بوده که با توجه به نوع استفاده انواع مختلفی داشت؛ مثلاً برای محلی که سنگ بود بایست از کلنگی که سر آن کٌت (کند) است استفاده کرد و برای محلی که گل می‌باشد و نرم‌تر بایستی حتماً از کلنگ سر تیز استفاده شود. دستمزد در گذشته دستمزد بسیار اندک بود طوری‌که پایان کار مقداری توت خشک یا انجیر خشک شده و از این قبیل خشکبارها می‌دادند یا اینکه شب جمعه تا شب جمعه برات یا حواله به عنوان دستمزد می‌گرفتند. بعدها مزد افراد را به عنوان نفقه قنات جمع‌آوری می‌کردند به گونه‌ای که هر فردی نسبت به شبانه‌روزی آب خود، سر خرمن (هنگام درو کردن گندم) سهم مشخص شده را تحویل می‌دادند و انباردار هم حواله‌ای را در پایان کار به مقنی‌ها داده و آن‌ها سهم خود را به‌طور جداگانه دریافت می‌نمودند. (استاد کار یه مقدار مشخصی داشت و مرد هم یه مقداری و دول کش هم مقدار معینی را دریافت می‌نمودند) مثلاً این قسمت که گل نرمتری داشته است متر آن یک سنگ گندم دستمزد فلان کارگر بوده؛ و قسمتی که سول بوده ۷ من گندم و دم چاه متری ۲ سنگ گندم و قسمت‌هایی که سنگ بوده ۸ من گندم دستمزد می‌باشد. اینکه مناطقی که دارای پوشش گیاهی بیشتری بود (خار و خاشاک) آن منطقه آب بیشتری داشت نسبت به مناطق خشک و از این طریق هم می‌شد حدس زد.[۱۳]

## طول و عمق کاریز
طول یک رشته کاریز - که در میزان آبدهی آن نیز مؤثر است - نسبت به شرایط طبیعی متفاوت است. این شرایط بستگی به شیب زمین و عمق چاه مادر دارد. از طرف دیگر هر چه سطح آب زیرزمینی پایین‌تر باشد، عمق چاه مادر بیشتر می‌شود. مهم‌ترین عاملی که طول کاریز را مشخص می‌کند، شیب زمین است یک رشته قنات که در میزان آبدهی آن مؤثر است به شرایط طبیعی میزان متفاوت است. این شرایط بستگی به شیب زمین و عمیق ما در چاه دارد. طویل‌ترین قنات ایران و جهان قنات زارچ واقع در استان یزد است که ۱۰۰ کیلومتر طول آن است و عمیق‌ترین مادر چاه قنات‌های ایران به روایتی ۴۰۰ متر و به روایت دیگر ۳۵۰ متر عمق دارد و آن مربوط به قنات قصبه گناباد است هرچه شیب زمین کمتر باشد طول کاریز بیشتر و هرچه شیب بیشتر باشد طول کاریز کمتر خواهد بود.

## تقسیم آب

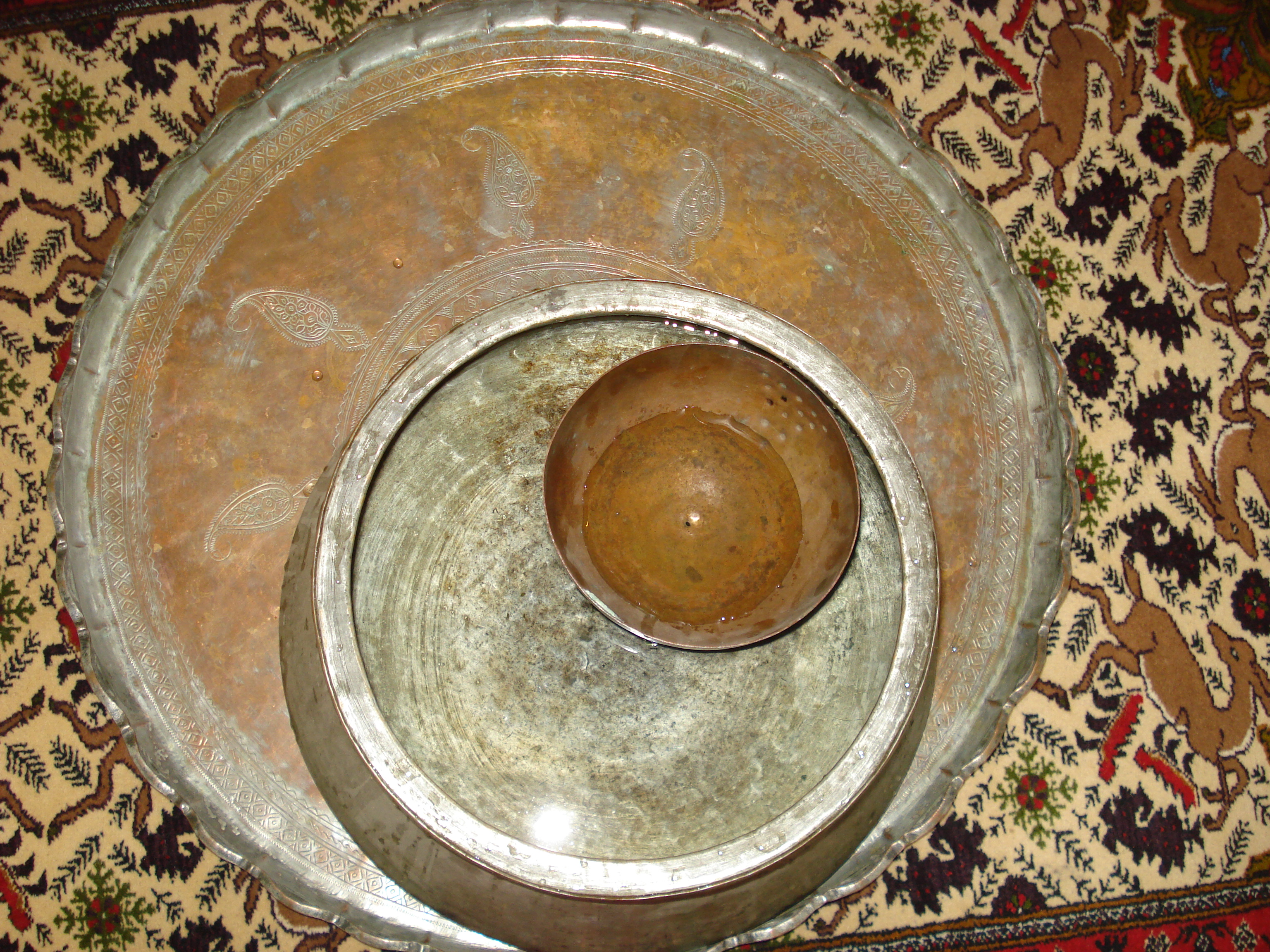
ساعت آبیِ باستانی؛ از کاریزِ زیبَد

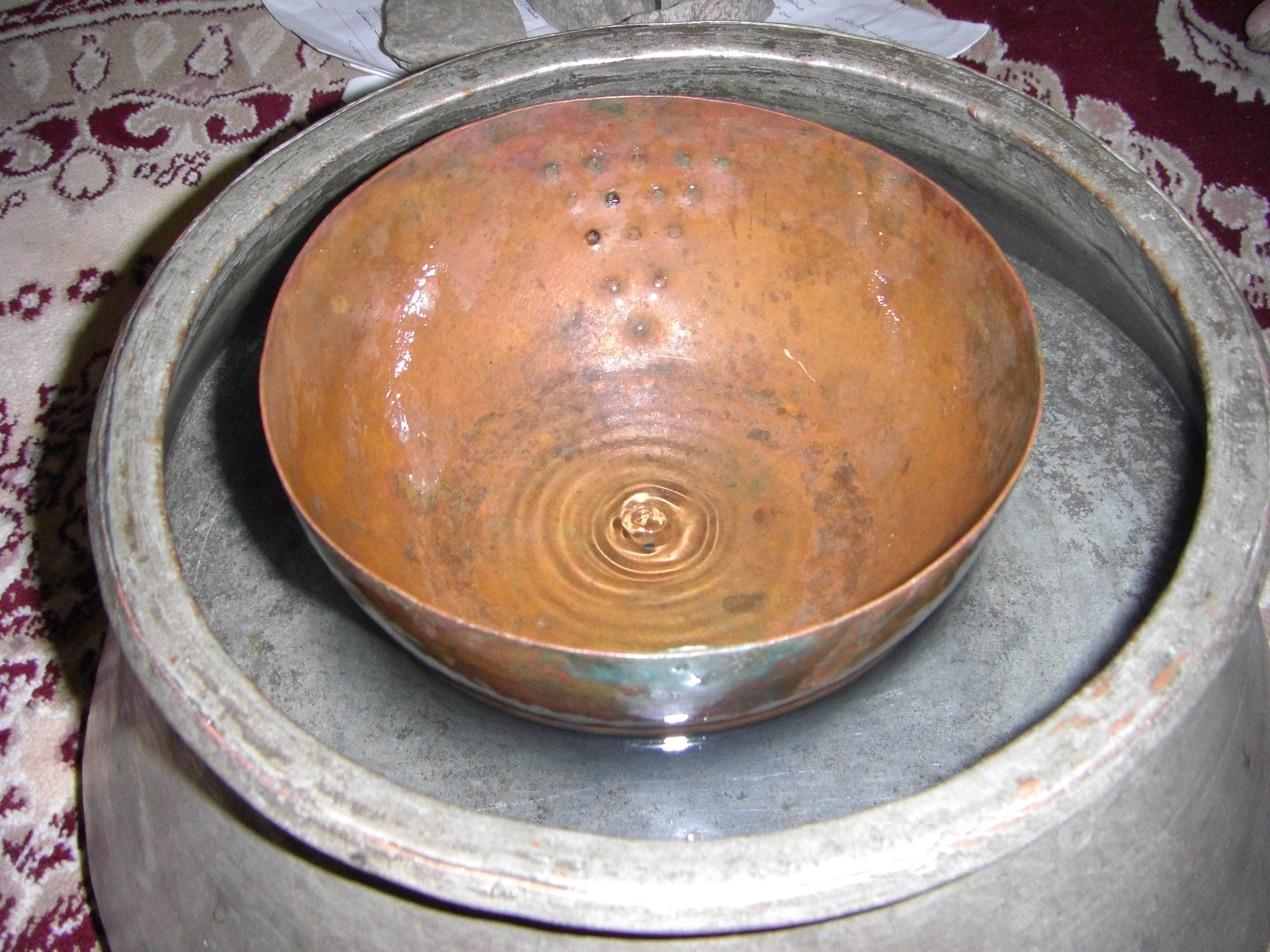
فنجان یا ساعت آبی قنات زیبَد

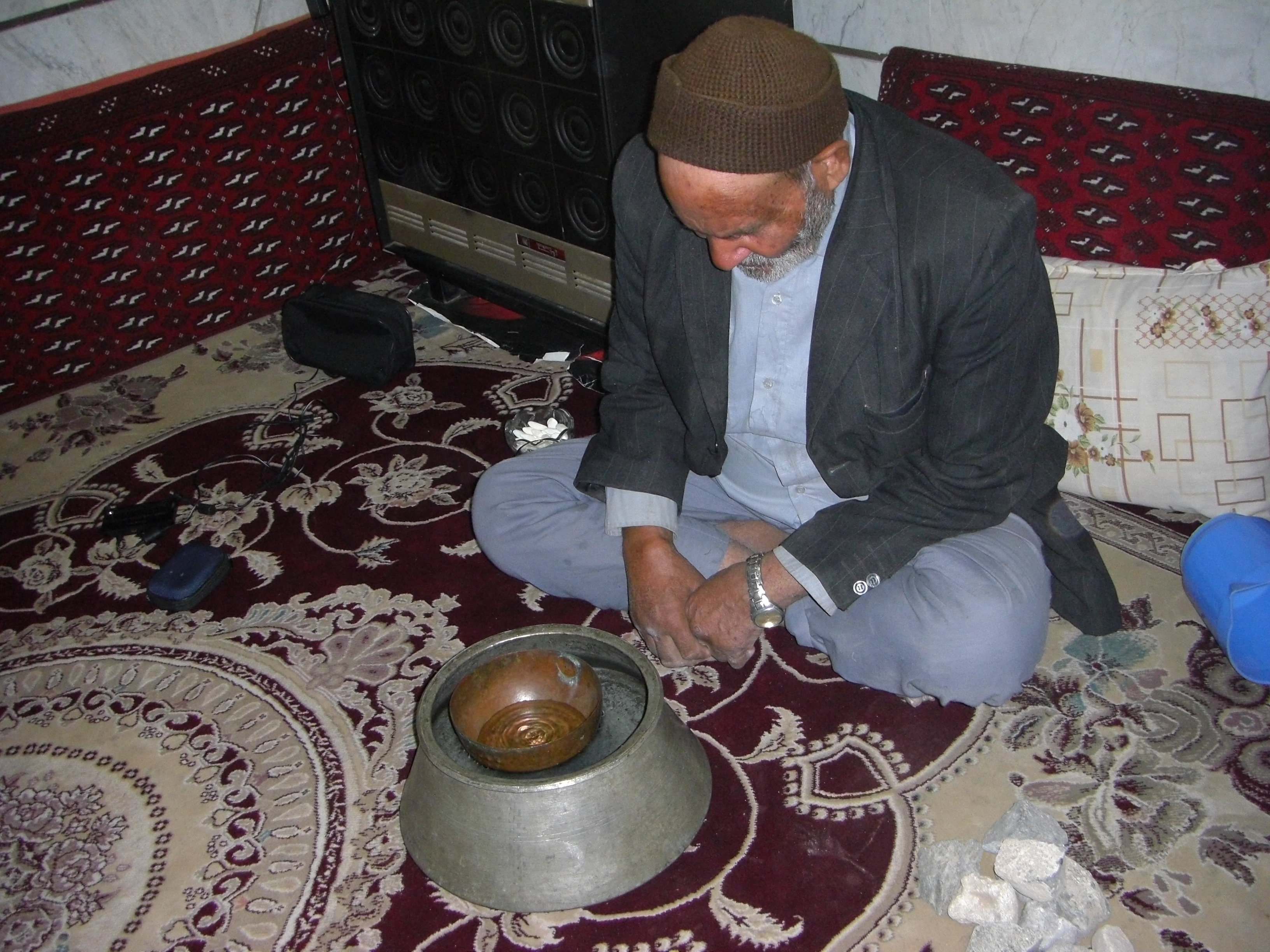
بازسازی مدیریت ساعت آبی به دست میرآب واقعی

از ابتدای پیدایش قنات تقسیم آب بین سهامداران زیر نظر میرآب و با ساعت آبی یا فنجان انجام می‌شده است. منظور از فنجان در اینجا، عبارت است از یک کاسهٔ کوچک با سوراخی در وسط آن، و چند درجه با علامت در بدنهٔ داخلی آن که بر روی یک دیگ بزرگ پر از آب قرار می‌گیرد. (در تصویر)

## روش کار
طریقهٔ کار فنجان یا ساعت بدین گونه بوده که میرآب با چشم دوختن به فنجان با هر بار پرشدن و غرق شدن آن و خوردن کاسه به کف دیگ یک فنجان یا هفت دنگ و نیم یا (۷ دقیقه و نیم امروزی) محاسبه نموده و یک سنگ کوچک برای هر بار غرق شدن کاسه در یک کیسه یا یک ظرف سفالی می‌گذاشته است. تا تعداد فنجان‌ها و زمانی که سهامدار قنات آب برای باغ خود یا زمین می‌برده را دقیقاً حساب کند مثلاً اگر ۱۰ سنگ درون کیسه باشد یعنی ۱۰ فنجان یا معادل امروزی ۷۵ دقیقه آب قنات را فرد استفاده کرده است. اگر فردی ۱۰ فنجان سهم از قنات داشته باید (معادل امروزی هفتاد و پنج دقیقه) یعنی مدت زمانی که ۱۰ فنجان آب پر شود آب قنات را به زمین یا باغ خود رها می‌کرده است و با اعلام جار زدن یا شیپور زدن یا یک صدای قراردادی فرد بعدی آب را به باغ یا زمین خود منتقل می‌کرده و به همین ترتیب… معمولاً محل استقرار دائمی فنجان و مدیر آن (میرآب) خانهٔ فنجان بوده است. اما در فصل تابستان گاهی ممکن است فنجان را به محل اصلی تقسیم آب ببرند.
کالیستنس مورخ یونانی که در لشکرکشی اسکندر مقدونی به ایران همراه او بود و رویدادهای روز و مشاهداتش را به‌طور منظم یادداشت می‌کرد در یادداشتی که بعداً با محاسبات تقویمی معلوم شده که متعلق به سپتامبر ۳۲۸ پیش از میلاد است نوشته است: در اینجا (ایران)، در دهکده‌ها که آب را بر حسب نوبت به کشاورزان برای زراعت می‌دهند، یک فرد از میان آنان (کشاورزان) انتخاب می‌شود تا بر زمان نوبت (و تقسیم زمانی سهام) نظارت داشته باشد. این فرد در کنار مجرای اصلی آب و محل انشعاب آن میان کشاورزان، بر سکویی می‌نشیند و ظرفی فلزی را که سوراخ بسیار ریزی در آن تعبیه شده است در ظرفی بزرگ‌تر و پر از آب قرار می‌دهد که پس از پر شدن ظرف کوچک (یک بار یا چند بار) که به آهستگی و طبق محاسبهٔ قبلی ابعاد سوراخ آن صورت می‌گیرد، آب را قطع و آن را به جوی کشاورز دیگر باز می‌کند و این کار دائمی است و این وسیله (ساعت آبی) عدالت را برقرار کرده و از نزاع کشاورزان بر سر آب مانع می‌شود.

## قنات‌های ایران
طبق آمار ارائه شده در کارگاه مهندسی قنات برگزار شده در تهران در سال ۱۳۸۹ تعداد قنات‌های فعال ۳۶۳۰۰ رشته بوده و مجموع طول کوره‌های قنات ۲۱۷۸۰۰ کیلومتر و مجموع طول میله‌های قنات ۱۵۸۲۶۸ کیلومتر تخمین زده شده است. قنات زارچ با قدمت بین ۲۰۰۰ تا ۳۰۰۰ سال و با ۷۱ کیلومتر طول به عنوان یکی از بلندترین قنات‌های ایران شناخته می‌شود. عمیق‌ترین مادرچاه نیز در شهرستان گناباد با نام قنات قصبه قرار دارد که تاریخ حفر آن به دورهٔ هخامنشی می‌رسد. طول قنات قصبه گناباد ۳۳۱۳۵ متر است و عمق مادرچاه رشتهٔ اصلی قنات، ۲۱۷ متر و عمق مادرچاه رشتهٔ انشعابی دولاب نو حدود ۳۰۰ متر است.
تنها قنات دو طبقهٔ جهان قنات دوطبقه مون اردستان در محلهٔ مون یکی از محلات شهرستان اردستان در استان اصفهان واقع است. این قنات در این محله شامل دو طبقه است که در هر طبقهٔ آن آبی مستقل جریان دارد جالب این جاست که آب هیچ‌یک به دیگری نفوذ نمی‌کند این قنات ۸۰۰ سال پیش احداث شده است. قنات‌های استان کرمان و همچنین سیرجان و شهر قنوات سیرجان یعنی هماشهر که دارای قنات‌های زیادی است.

### کهن‌ترین قنات‌ها در ایران باستان
از میان نمونه سفال‌ها و یافته‌های سال یابی شده، قدیم‌ترین نمونه به تاریخ ۲۵۰+-۲۲۶۵ و متاخرترین آن‌ها به تاریخ ۴۵+-۷۵۵ سال قبل تعیین قدمت شده‌اند. از این رو می‌توان ادعا کرد که رشته قنات قصبه گناباد بر اساس یافته‌های باستان‌شناسی حداقل ۲۵۰۰ سال قدمت دارد. از طرفی با توجه به شرایط اقلیمی منطقه و دانسته‌ها، تنها منبع تأمین آب مورد نیاز زیست گاه‌های باستانی واقع در دشت شمالی گناباد نیز، استحصال آب‌های زیرزمینی از طریق فناوری قنات بوده است، بنابراین ما شاهد کهن‌ترین تمدن کاریزی در سطح جهان هستیم. در این میان شهرستان نیشابور نیز دارای قنات‌هایی با قدمت زیادی بوده که متأسفانه به علت حفر چاه‌های عمیق تعداد زیادی از این قنات‌ها خشک شده و قابلیت استفاده ندارند. یکی از قنات‌های فعال شهرستان که در شهرستان میان‌جلگه در روستای شاه‌بخش (نزدیک به کدکن) قرار دارد به دلیل عمق زیاد و آب فراوان هنوز مورد استفاده کشاورزان قراردارد؛ و سرچشمه این قنات از کوهای گلبو (سفلی) می‌باشد.

## معایب کاریز
در زمین‌های هموار و نواحی‌ای که زمین شیب کافی ندارد و نیز زمین‌های خیلی سست و ماسه‌ای امکان حفر کاریز نیست. آب کاریز، به‌طور دائم جریان دارد و قابل کنترل نیست. به همین خاطر کاریز مدام باعث تخلیه آب زیرزمینی می‌شود. در فصولی که به آب احتیاج نیست یا احتیاج به آب خیلی کم است، امکان جلوگیری از جریان یا کنترل کاریز وجود ندارد.
گرچه خروج همیشگی آب می‌تواند یکی از معایب قنات باشد اما ترکیب فناوری سدهای زیرزمینی با قنات می‌تواند روش نوینی برای حل این مشکل ارایه نماید؛ به این ترتیب آب قنات در آبرفت پشت سد ذخیره می‌گردد و سفرهٔ آب زیرزمینی تغذیه کنندهٔ قنات از نظر کمی بهبود می‌یابد و البته این فناوری دارای سابقهٔ کارآمد و ارزشمندی نیز در دانش بومی احداث قنات در ایران است.
کاریز به خاطر این که در سفره‌های آب زیرزمینی کم‌عمق استفاده می‌شود و این منابع هم غنی نیستند و دارای نوسان زیادی هستند، نسبت به تغییرات سطح آب زیرزمینی خیلی حساسیت دارد. در فصول گرم که گیاه به آب بیشتری نیاز دارد و همین‌طور در فصول و سال‌های خشک، آب کاریز کم می‌شود. کاریز نسبت به چاه در مقابل سیل و زمین‌لرزه و امثال این‌ها آسیب‌پذیرتر است و خرابی در کاریزها بعضی مواقع طوری است که احیای مجدد آن‌ها یا ممکن نیست یا از لحاظ اقتصادی مقرون به صرفه نیست.

## سازه‌های مرتبط با قنات

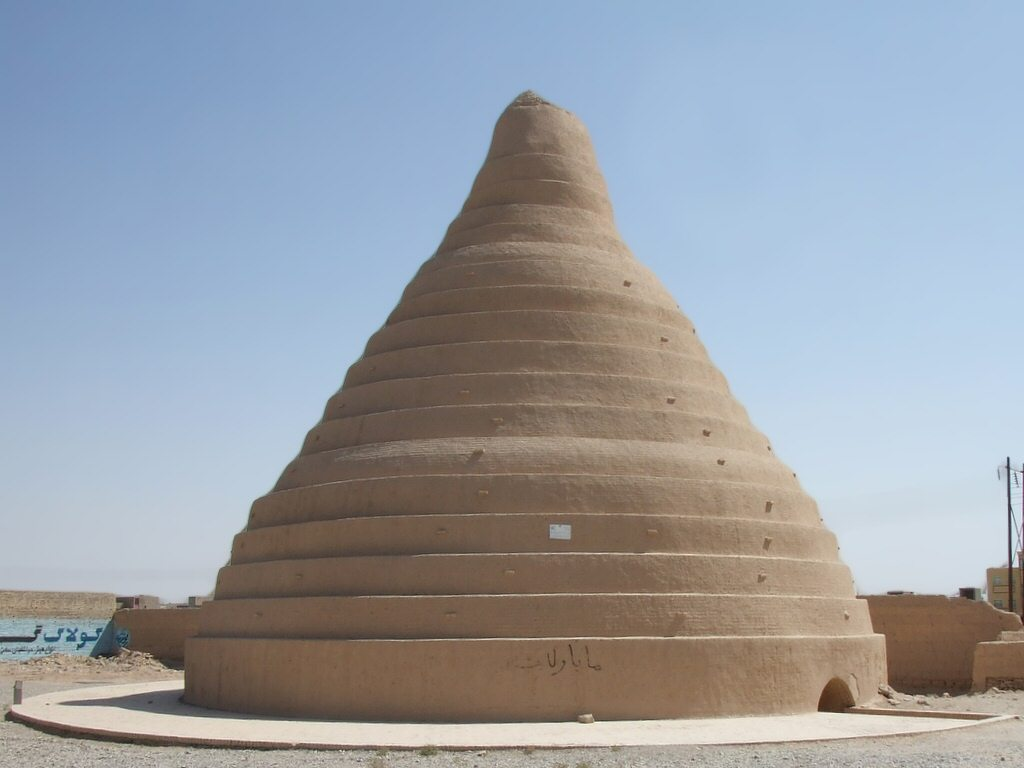
یخچال

### خنک‌کننده یا کولر طبیعی

خنک‌کنندهٔ بادی-قناتی

در این سیستم یک بادگیر وظیفهٔ حرکت دادن هوای خانه به سمت بیرون و در نتیجه مکش هوای گرم در درون کانال قنات می‌شود که در نتیجه این هوا قسمتی از آب قنات را تبخیر نموده مرطوب و خنک می‌شود و از سمت زیرزمین خانه را خنک می‌کند.

### آب‌انبار
حوض یا استخر سرپوشیده‌ای است که برای ذخیرهٔ آب معمولاً در زیر زمین ساخته می‌شده است. امروزه هنوز تعدادی از آب‌انبارهای قدیمی باقی‌مانده‌اند. در مناطق کم‌آب و کویری، آب‌انبار با آب باران، جویبارهای فصلی، یا آب قنات پر می‌شد. آب بیشتر در زمستان ذخیره شده و در تابستان مورد استفاده قرار می‌گرفت.

### یخچال
سازهٔ دیگری است که برای تولید و نگهداری یخ ساخته می‌شد. یخ در فصول سرد به‌ویژه زمستان در استخر یخچال درست می‌شد. پس از تولید یخ، آن‌ها را شکسته و در مخزن (چال) انبار می‌کردند و در فصل گرما به کار می‌بردند. برای تهیهٔ یخ در این یخچال‌ها، در شب‌های سرد زمستان، آب قنات‌ها یا نهرها به استخر یا حوض یخ‌بندی که در کنار یخچال قرار داشت، هدایت می‌شدند. پس از تشکیل یخ در این حوض یخ شکسته و برای نگهداری به درون مخزن یخچال (معروف به پاچال یا چال‌یخ) ریخته می‌شد و در فصل گرما مورد استفاده قرار می‌گرفت.

### پایاب
پایاب محل دسترسی به آب قنات در حیاط خانه‌ها و مسجدهاست و نمونهٔ عمومی آن در شهرهای بیابانی ایران به چشم می‌خورد. الگوی معمول پایاب‌ها هشتی است که با اتاق ترکی یا کلمبه پوشانده شده است و در مسیر قنات در مرکز آن یک حوض ساخته می‌شود. نکتهٔ مهم اقلیمی پایاب هوای بسیار خنک آن در تابستان است که علاوه بر استفاده به عنوان یخچال برای نگهداری مواد غذایی، در مواردی برای خواب نیم‌روزی نیز مورد استفاده قرار می‌گرفته است.

## پژوهش ایران‌شناسان ژاپنی
کوهوری (Kohori)، از اعضای گروه تحقیقات باستان‌شناسی ایران و عراق در دانشگاه توکیو، از پیشگامان مطالعه در باب ساختار و سازمان قنات‌ها و شبکه‌های آبیاری در ایران بوده، و دو اثر تحقیقی، تحت عناوین «قنات در ایران»، و «بررسی آبیاری در غرب آسیا از نظر جغرافیای انسانی» نگاشته است. محقق ژاپنی دیگری که در این زمینه تحقیقاتی کرده اودا (Oda) است. اودا، سوئه‌وو (Suewo) و اوچی (Ochi) نتایج تحقیقات خود را در سال ۱۹۶۷ در گزارشی تحت عنوان «کشاورزی و روستاهای زراعی در غرب آسیا» عرضه کردند. این گزارش دربردارندهٔ نتایج بررسی‌ها و پژوهش‌های ژاپنی‌ها در ۱۰۵ روستای ایران است؛ و عمدتاً حول محور تقسیم‌بندی روستاها بر حسب نحوهٔ آبیاری و نظام کشت و زرع تنظیم و تدوین یافته است.
از دههٔ ۱۹۷۰ به این سو چندان کار اساسی‌ای در ژاپن دربارهٔ قنات‌های ایران انجام نشده است. در این سال‌ها، اوکازاکی مدخل و معرفی‌ای بر آثار جواد صفی‌نژاد (استاد دانشگاه تهران) دربارهٔ اصل و منشأ قنات‌ها، کای‌ها یا اشکال پیشینی قنات و نحوهٔ حفر و احداث قنات، نوشته است؛ و علاوه بر آن، یکی از «جمعیت‌های پژوهشی و دانشگاهی» زیر نظر وزارت آموزش ژاپن نیز با مشارکت مؤسسهٔ خاک‌شناسی ایران از سال ۱۹۷۰ تا ۱۹۷۵ دربارهٔ شبکه‌های آبیاری ایران تحقیق و مطالعه می‌کرد.

## نگارخانه

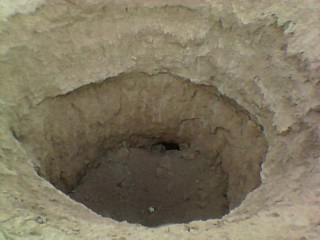
دهانه قنات‌های به جا مانده از دوران صفوی در بیابان‌های اطراف جرقویه واقع در ۶۰ کیلومتری جنوب شرقی اصفهان
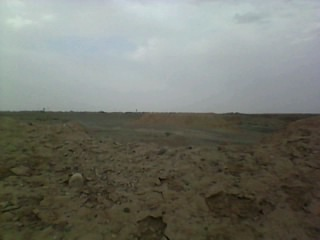
سلسله قنات‌های به جا مانده از دوران صفوی در بیابان‌های اطراف جرقویه واقع در ۶۰ کیلومتری جنوب شرقی اصفهان